# Сен-Пьер-де-Шиньяк
Сен-Пьер-де-Шинья́к (фр. Saint-Pierre-de-Chignac) — коммуна во Франции, находится в регионе Аквитания. Департамент — Дордонь. Входит в состав кантона Иль-Мануар. Округ коммуны — Перигё.
Код INSEE коммуны — 24484.

## География

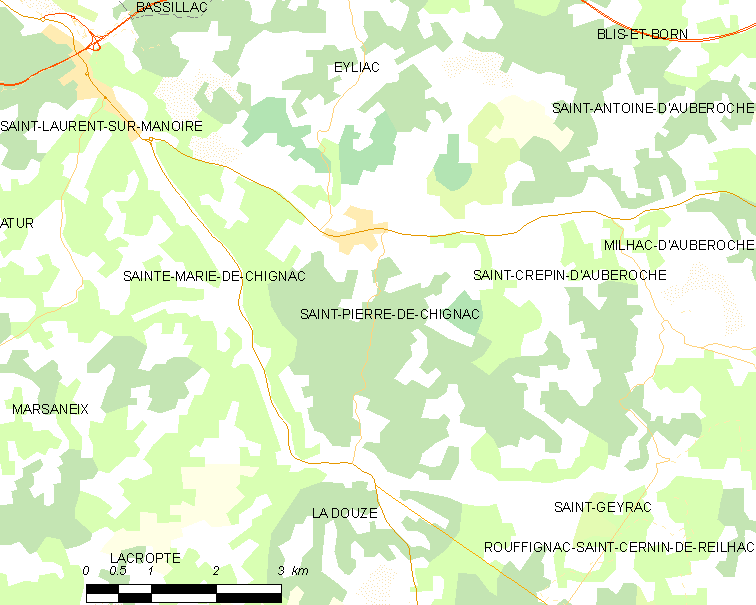
Карта коммуны

Коммуна расположена приблизительно в 430 км к югу от Парижа, в 120 км восточнее Бордо, в 13 км к юго-востоку от Перигё.
По территории коммуны протекает река Мануар.

### Климат
Климат умеренный океанический со средним уровнем осадков, которые выпадают преимущественно зимой. Лето здесь долгое и тёплое, однако также довольно влажное, здесь не бывает регулярных периодов летней засухи. Средняя температура января — 5 °C, июля — 18 °C. Изредка вследствие стечения неблагоприятных погодных условий может наблюдаться непродолжительная засуха или случаются поздние заморозки. Климат меняется очень часто, как в течение сезона, так и год от года.

## Население
Население коммуны на 2010 год составляло 814 человек.
| 1962 | 1968 | 1975 | 1982 | 1990 | 1999 | 2010 |
| ---- | ---- | ---- | ---- | ---- | ---- | ---- |
| 664  | 675  | 654  | 718  | 771  | 777  | 814  |

## Администрация
| Период | Период | Фамилия        | Партия                             | Примечания     |
| ------ | ------ | -------------- | ---------------------------------- | -------------- |
| 1947   | 1965   | Ален де ла Бом |                                    |                |
| 1965   | 1977   | Жорж Буассари  |                                    |                |
| 1977   | 2008   | Андре Рене     | Объединение в поддержку республики |                |
| 2008   | 2014   | Мишель Борда   | беспартийный                       | директор школы |
| 2014   | 2020   | Даниэль Рене   | беспартийный                       |                |

## Экономика
В 2010 году среди 477 человек трудоспособного возраста (15-64 лет) 365 были экономически активными, 112 — неактивными (показатель активности — 76,5 %, в 1999 году было 65,2 %). Из 365 активных жителей работали 332 человека (179 мужчин и 153 женщины), безработных было 33 (17 мужчин и 16 женщин). Среди 112 неактивных 30 человек были учениками или студентами, 53 — пенсионерами, 29 были неактивными по другим причинам.

## Достопримечательности
- Замок Лардимари (XIX век). Исторический памятник с 1984 года[5]
- Винный склад замка Лардимари (1902 год). Исторический памятник с 2010 года[6]
- Церковь Св. Петра в оковах (XIX век)

## Фотогалерея

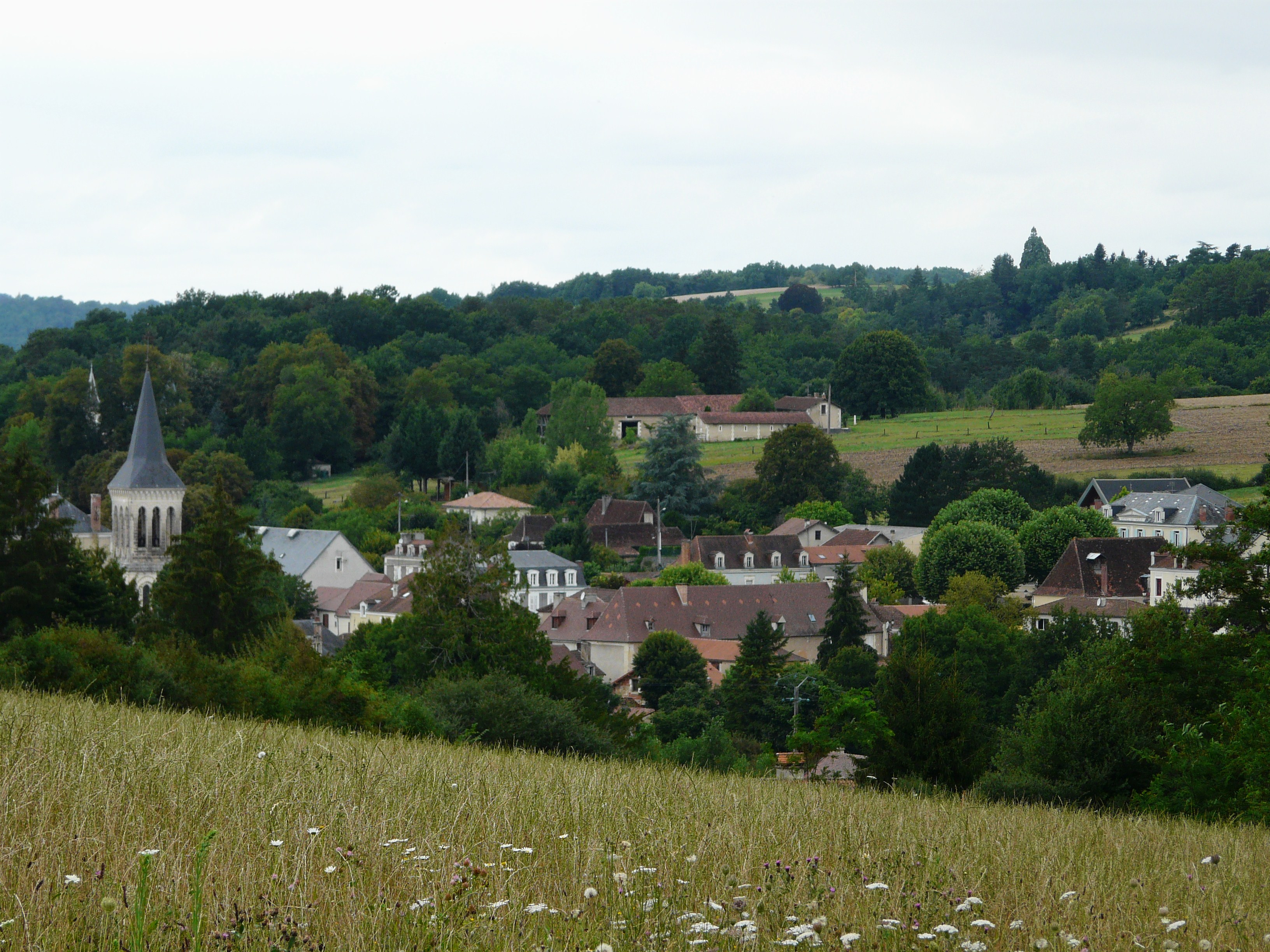
Сен-Пьер-де-Шиньяк
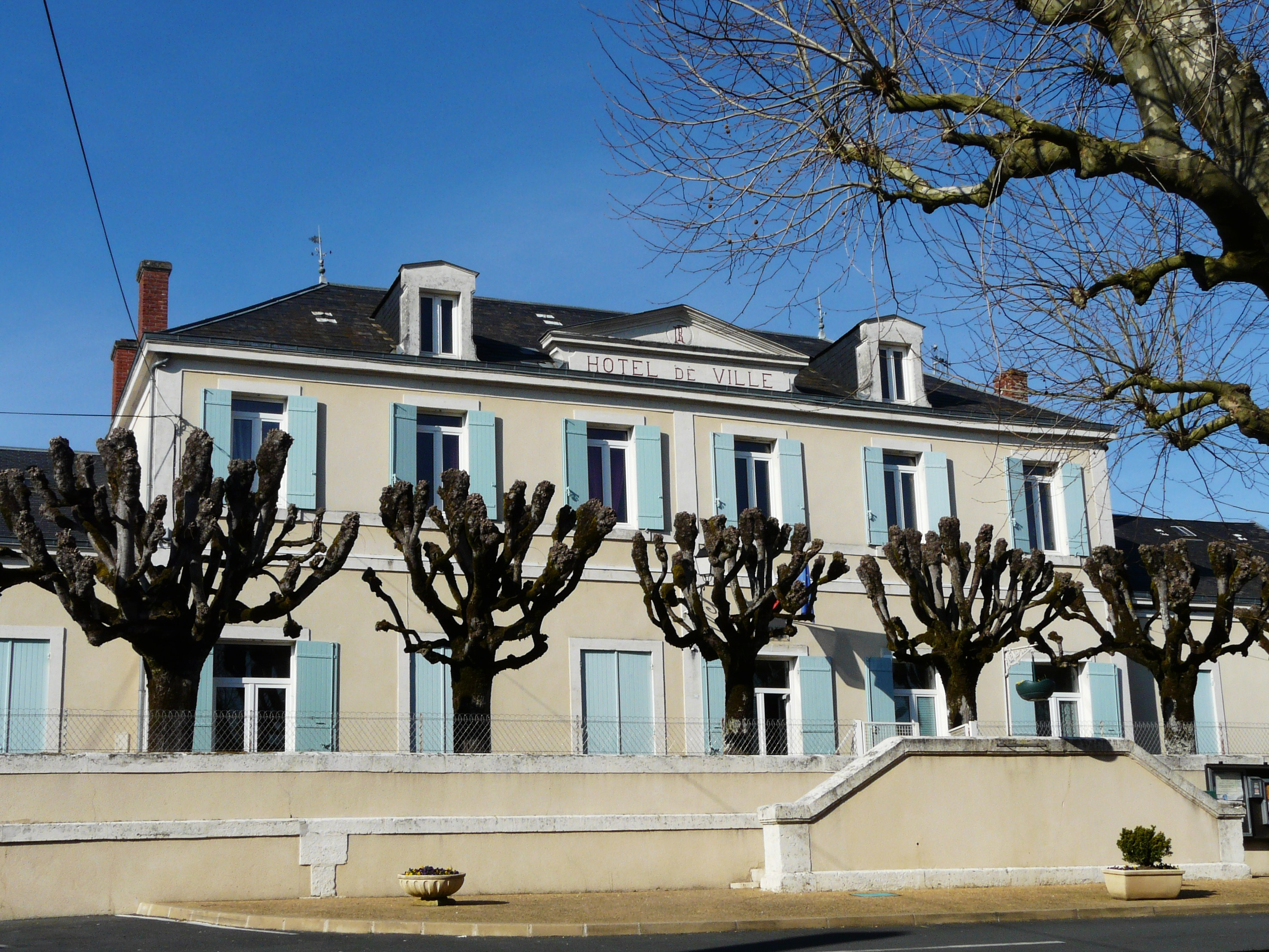
Мэрия
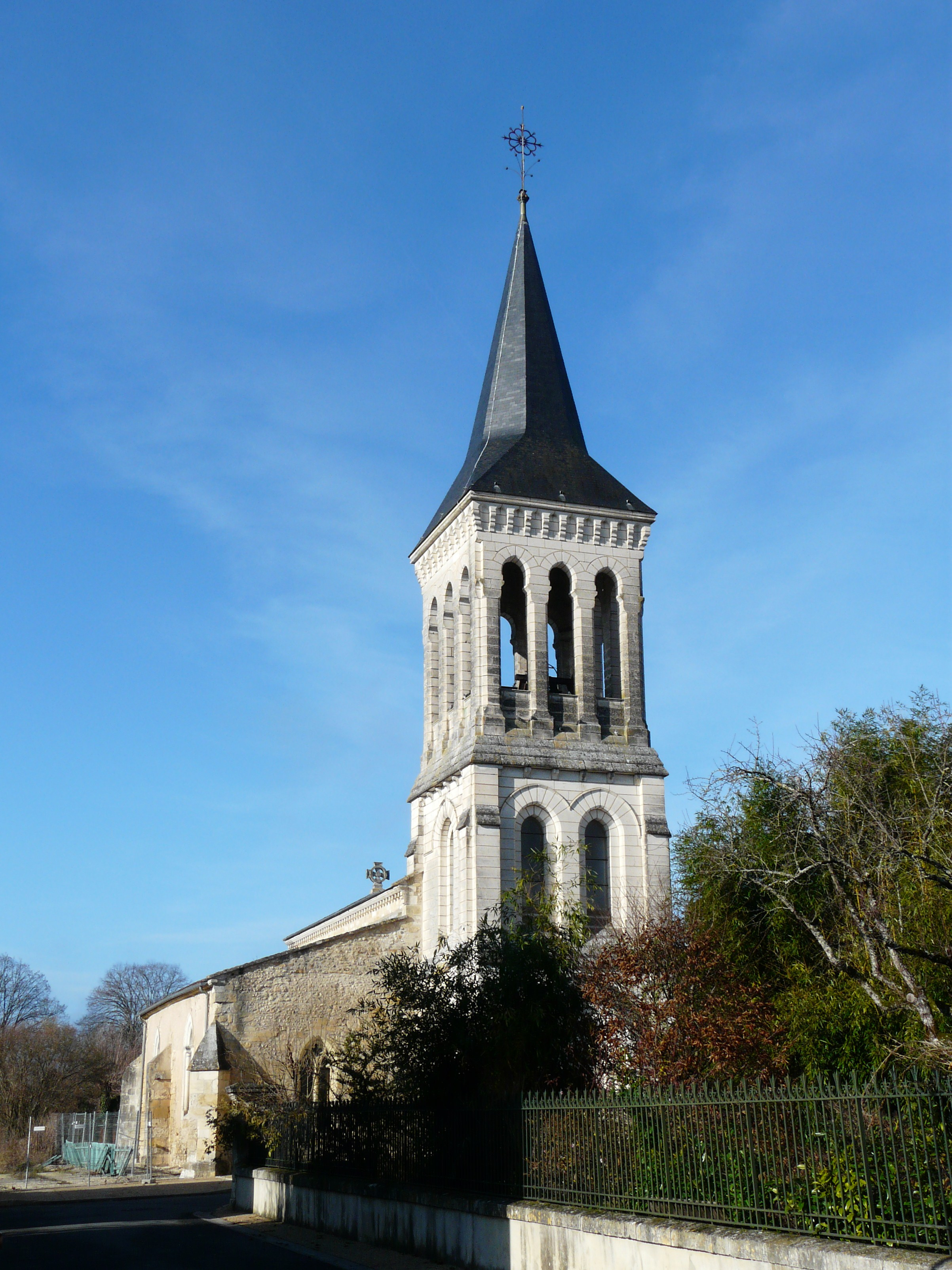
Церковь Св. Петра в оковах
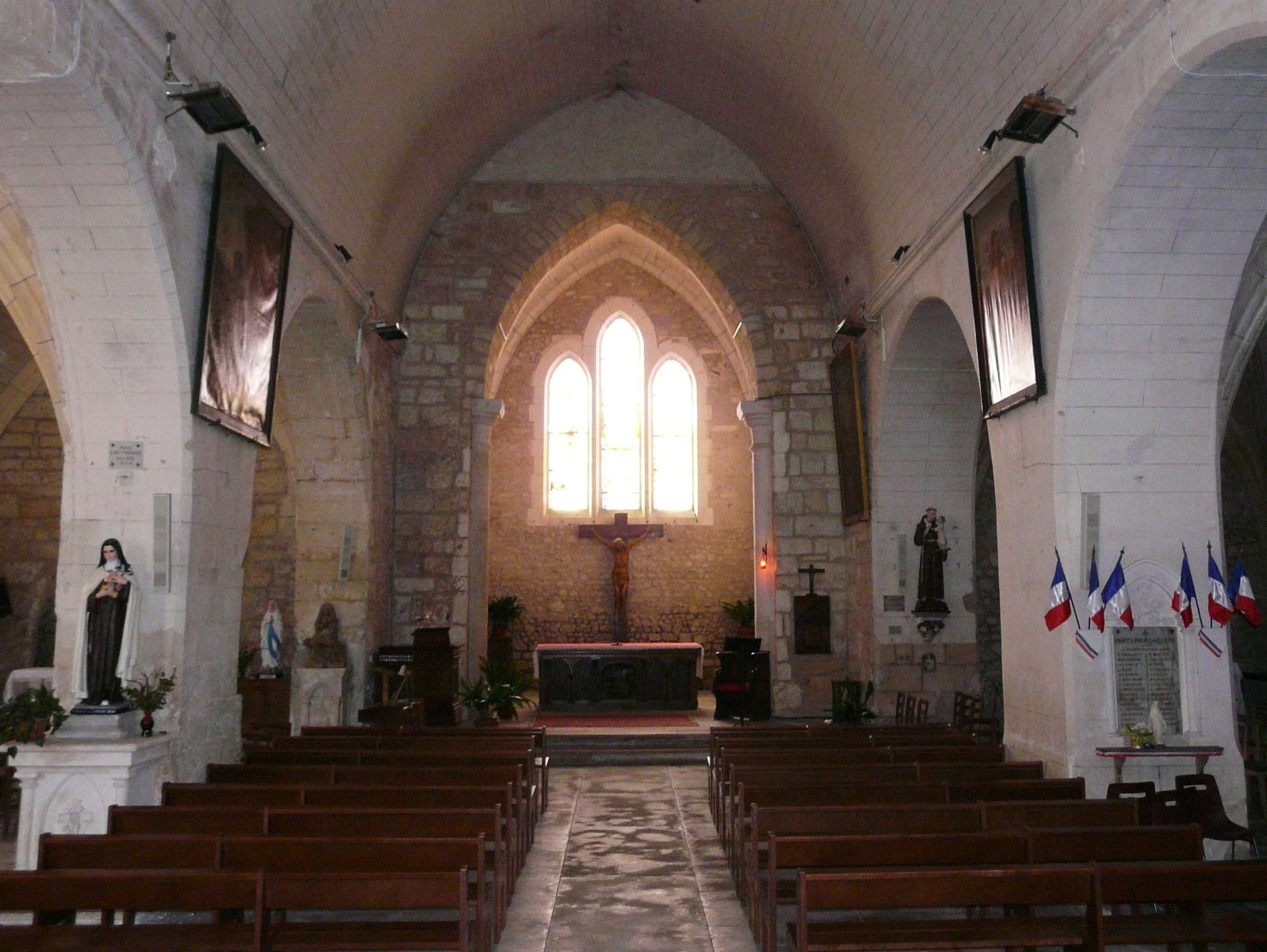
Интерьер церкви Св. Петра в оковах
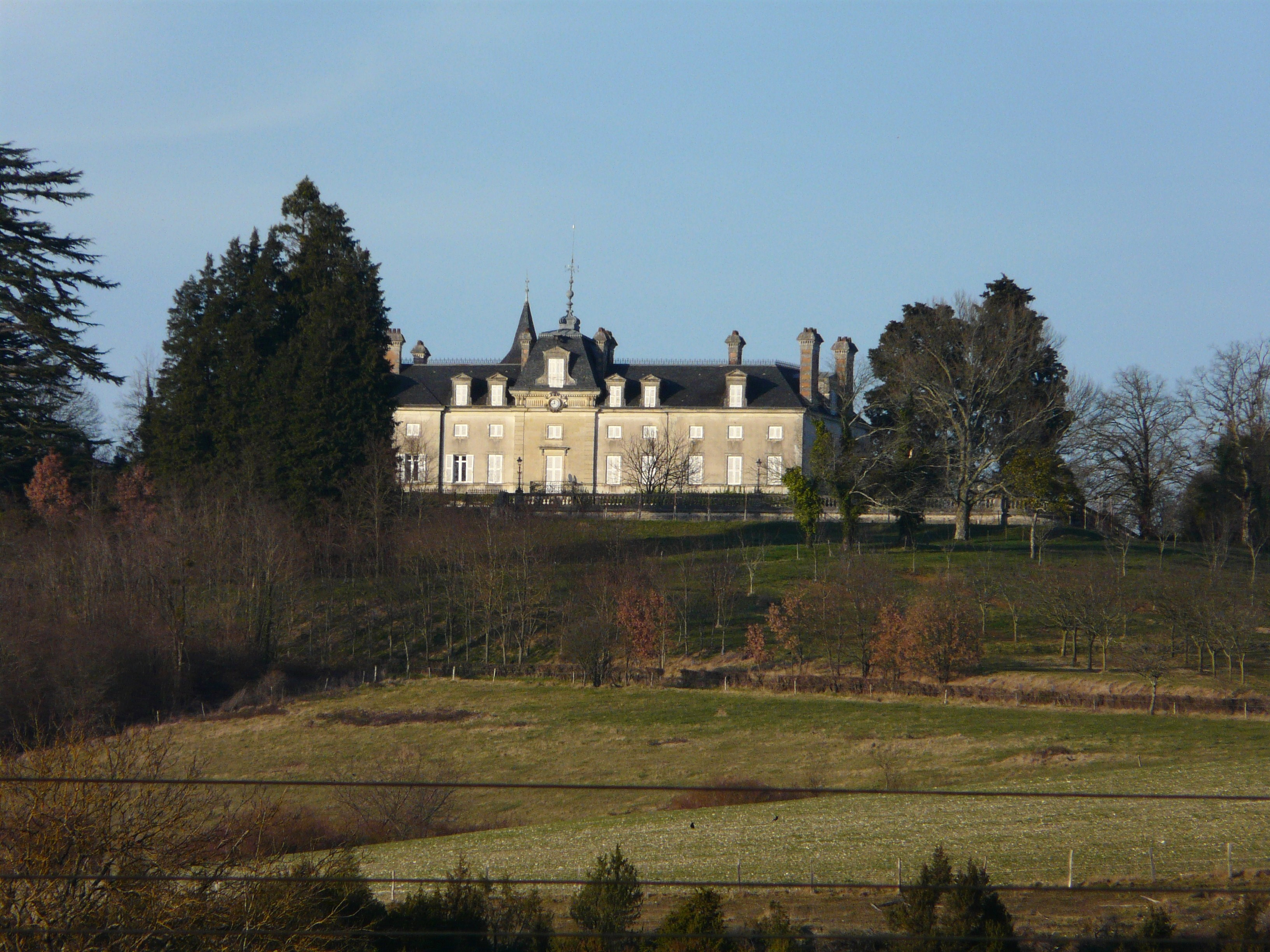
Замок Лардимари
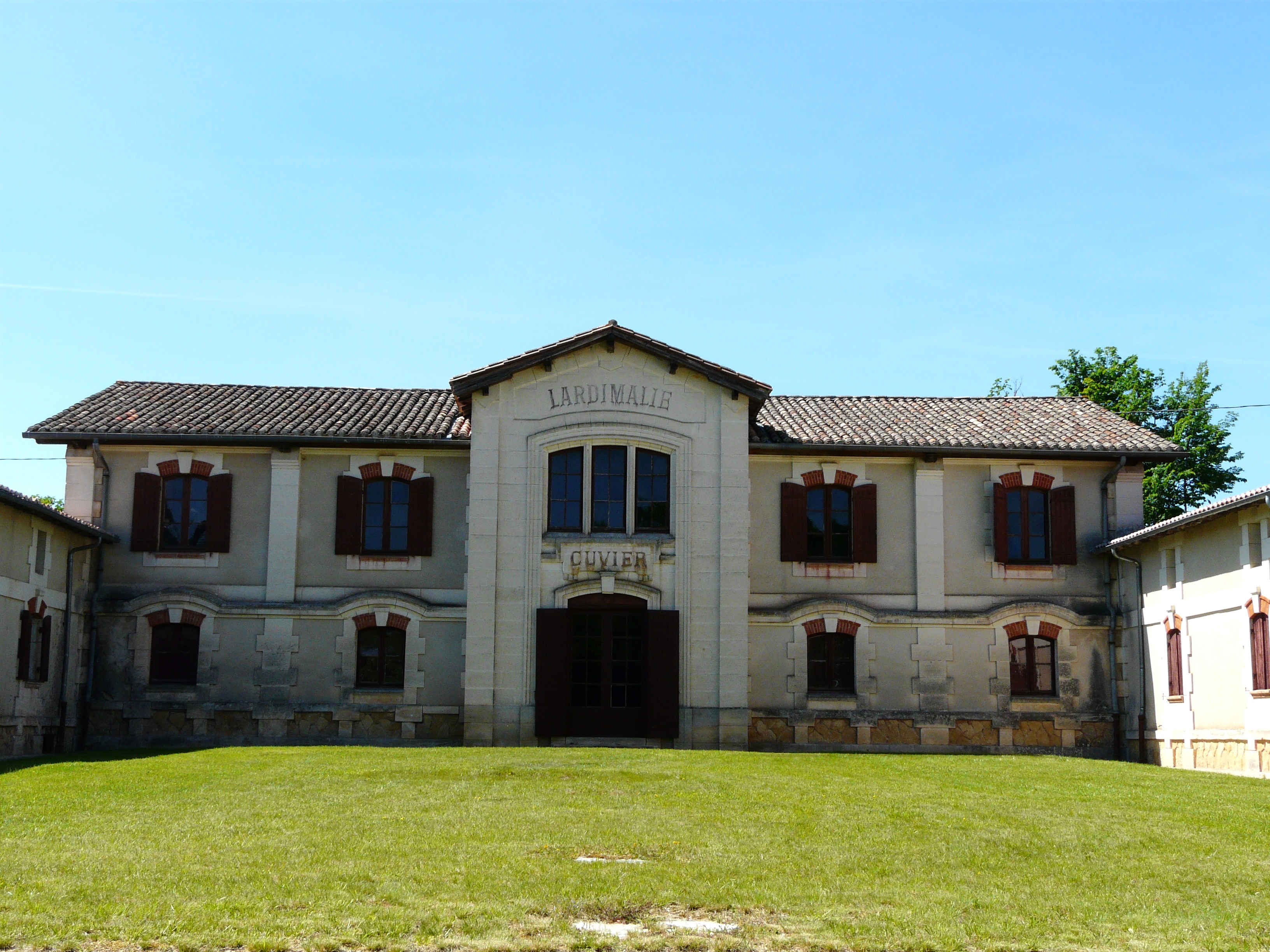
Винный склад замка Лардимари
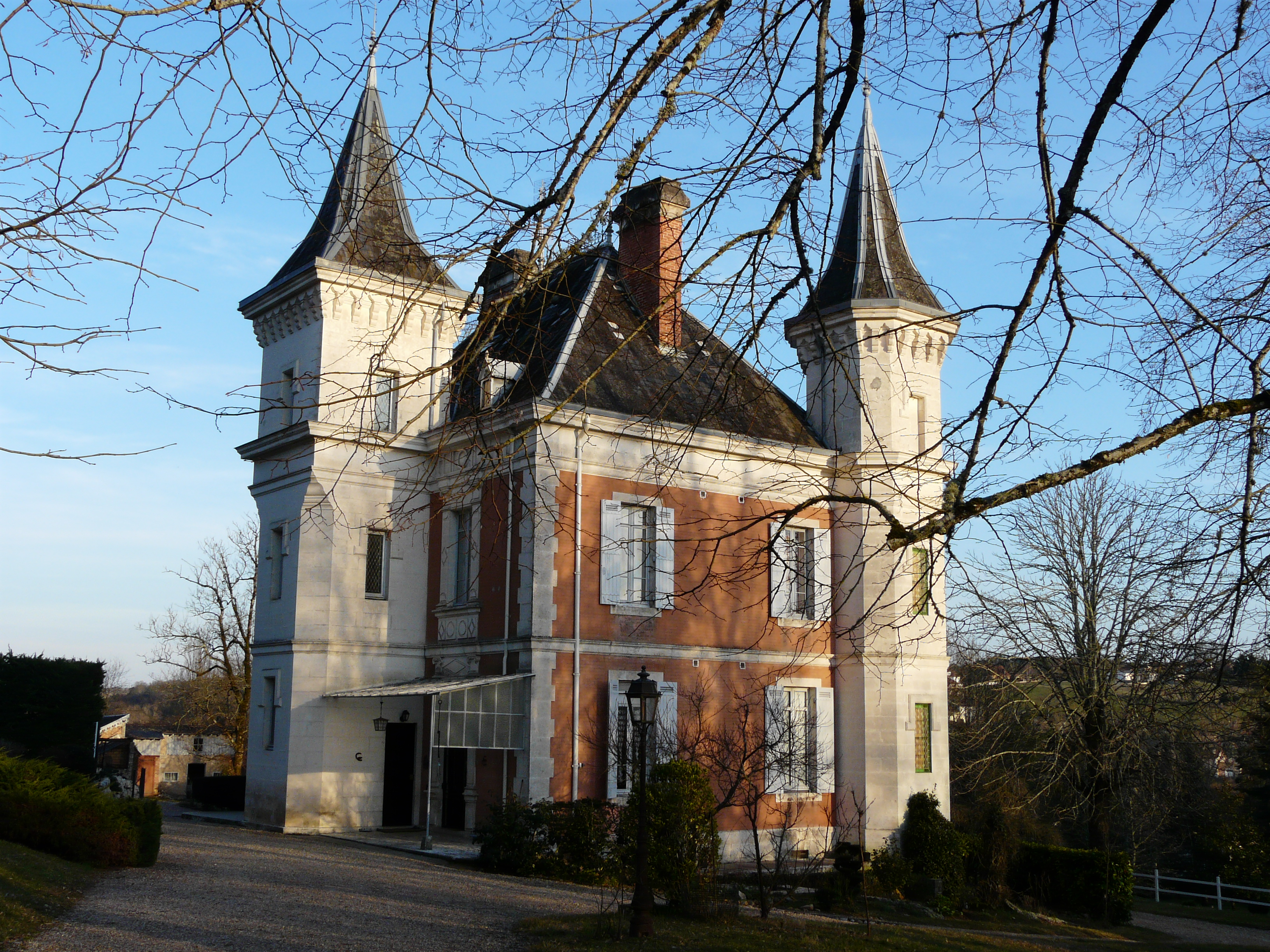
Замок Майо
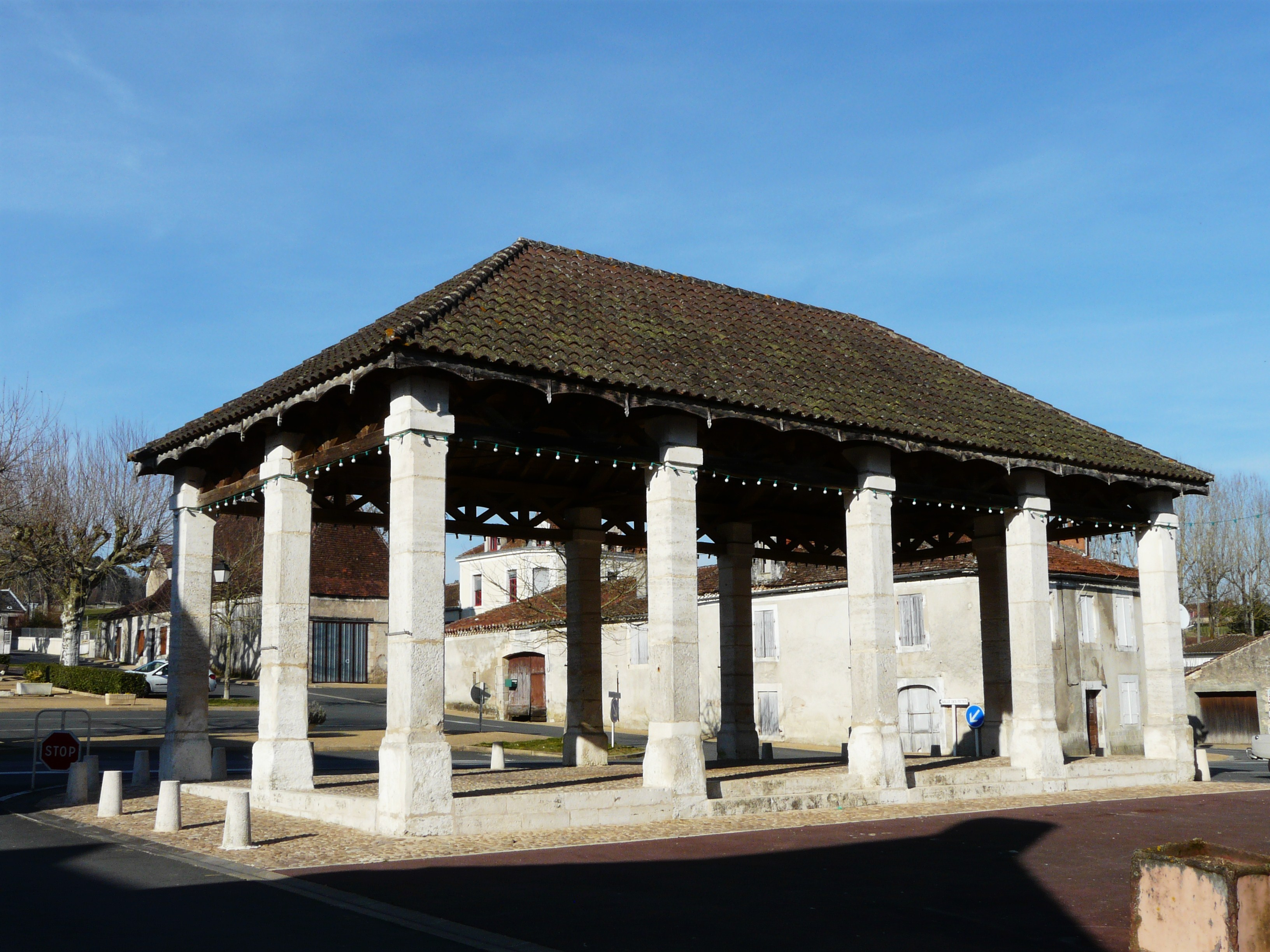
Крытый рынок
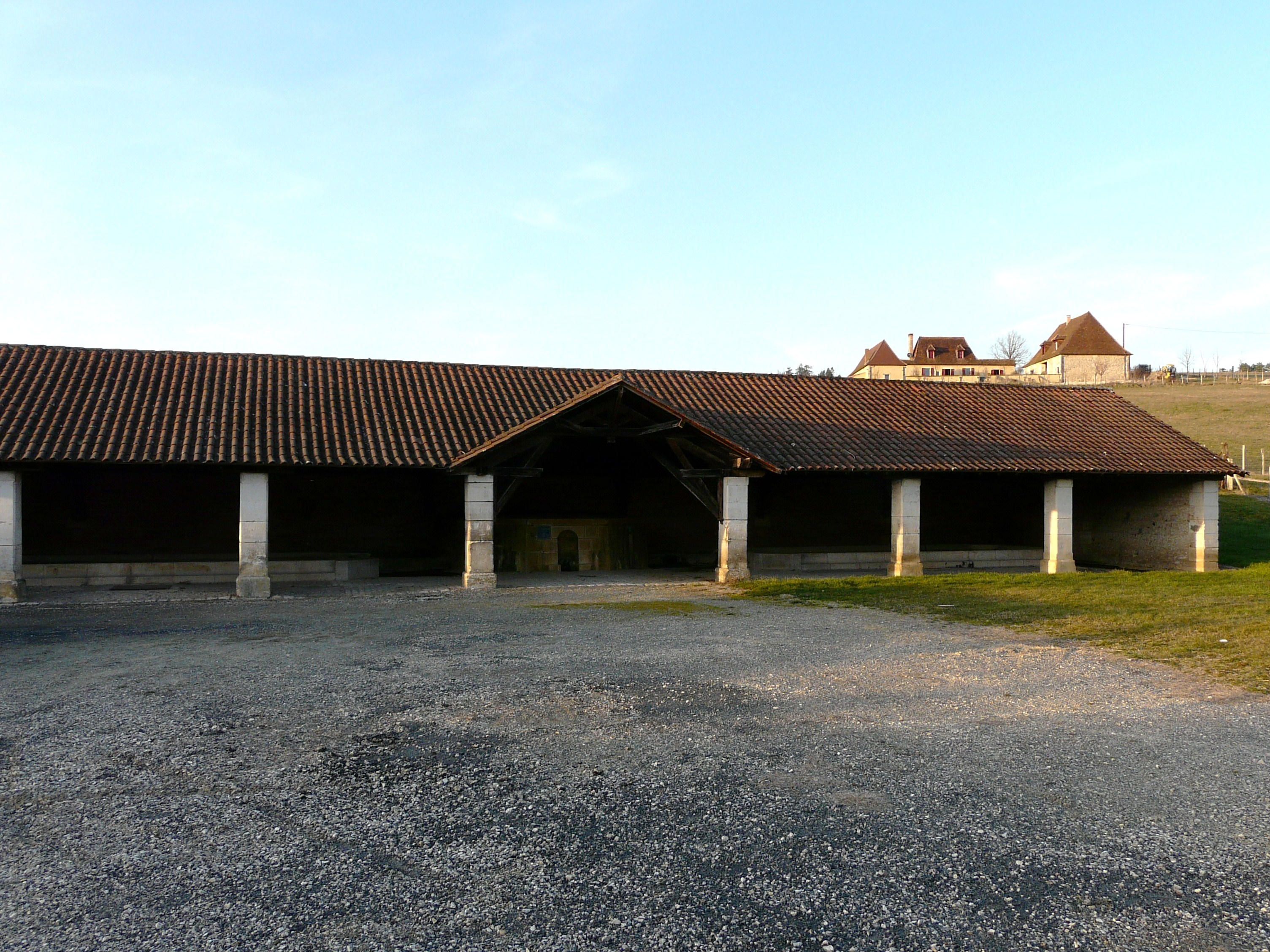
Общественная прачечная
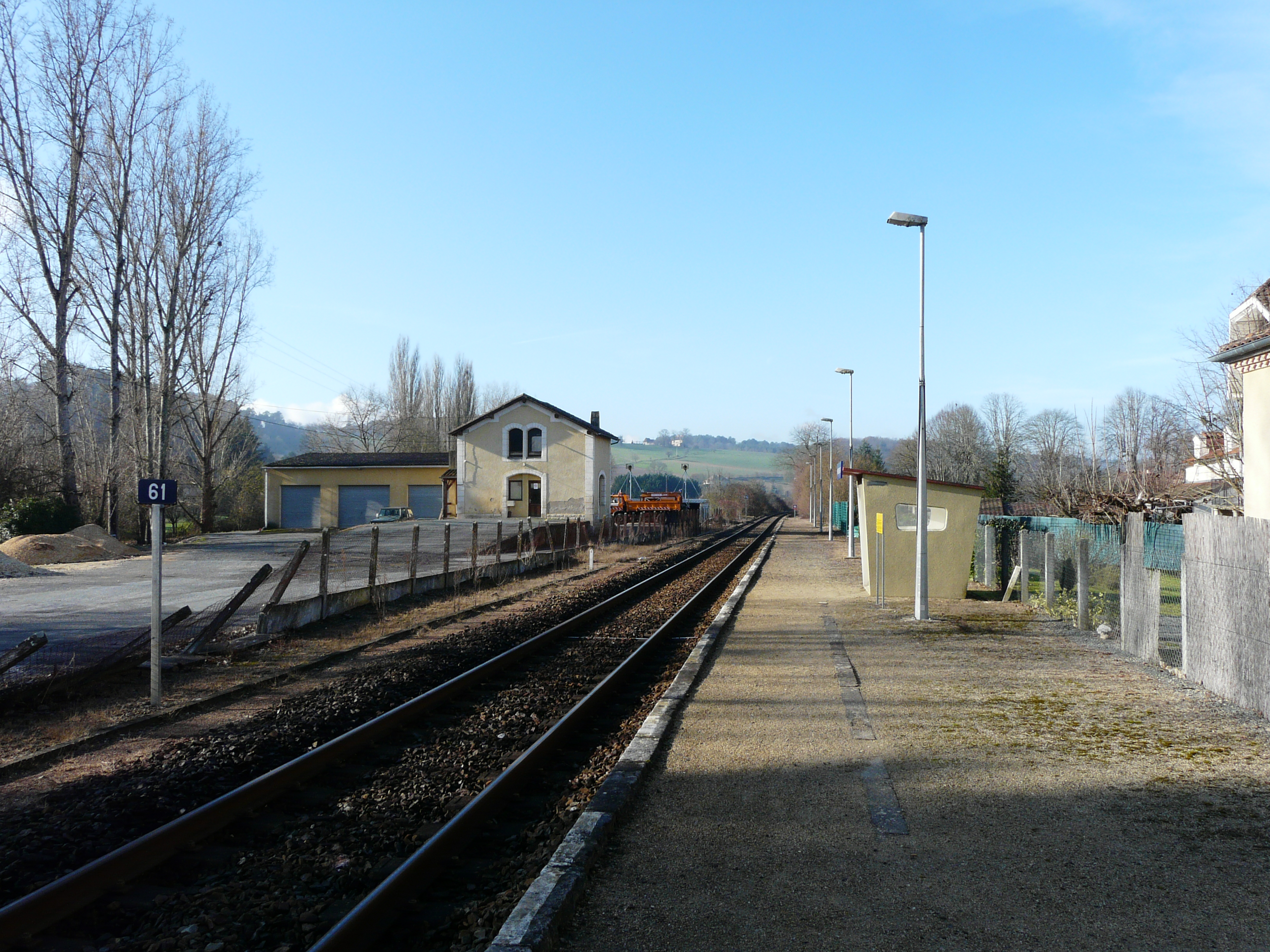
Вокзал
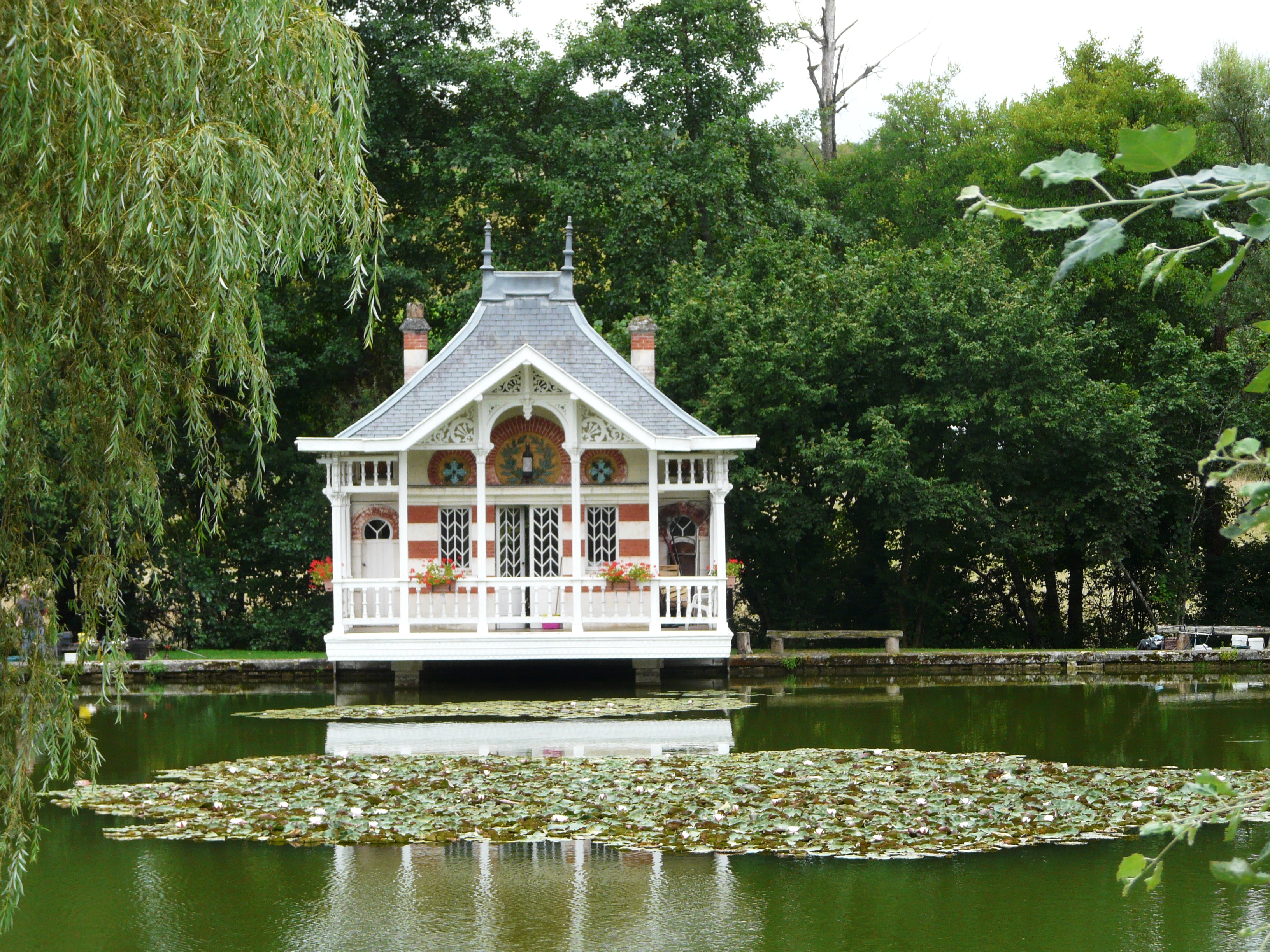
Беседка на озере Сож
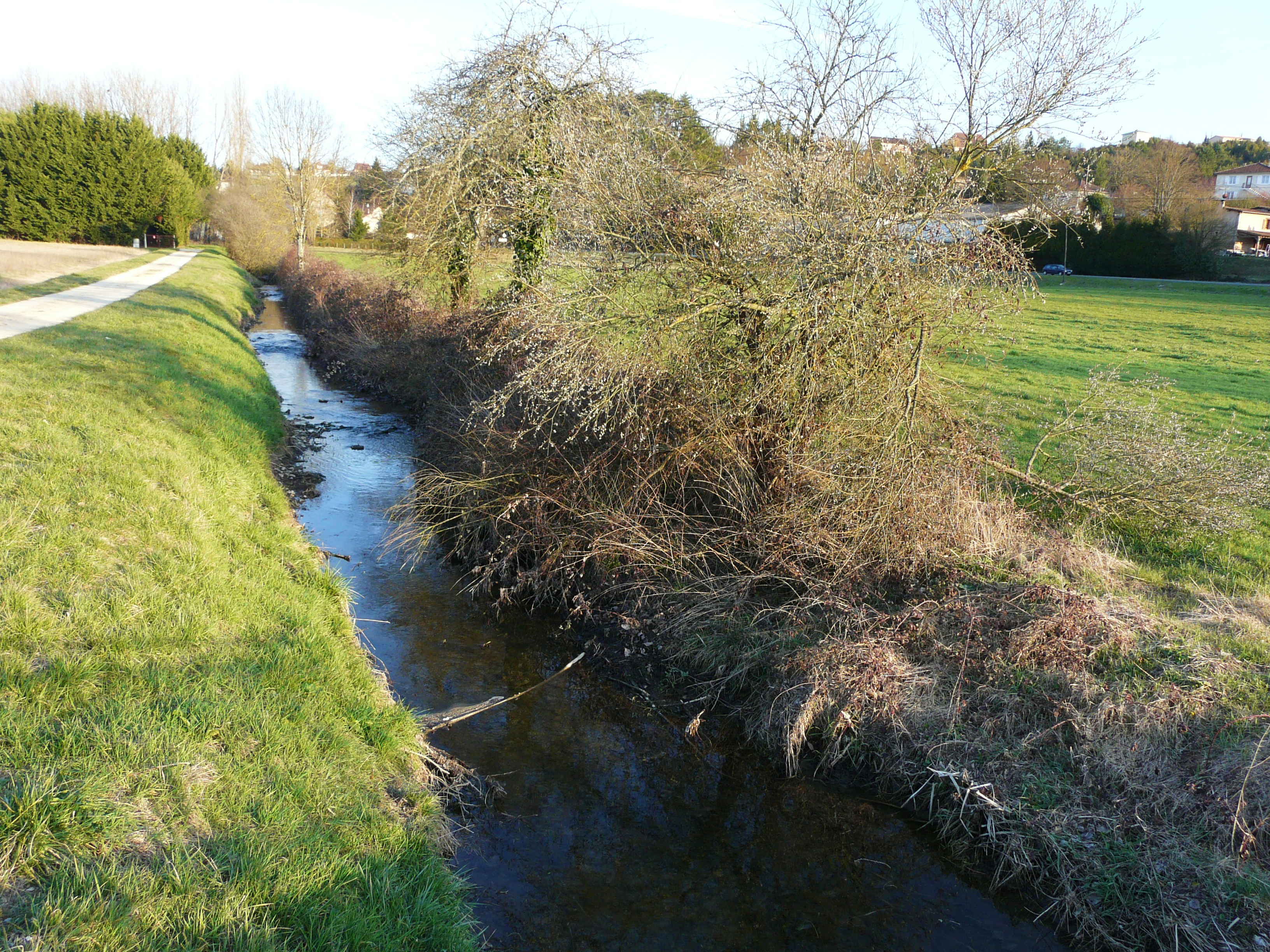
Река Мануар